# Dryophiops philippina
Dryophiops philippina — вид змій родини полозових (Colubridae). Ендемік Філіппін.

## Поширення і екологія
Dryophiops philippina мешкають на островах Лусон, Міндоро, Сібуян, Панай і Мінданао. Вони живуть в тропічних лісах, трапляються у кокосових гаях, на висоті до 900 м над рівнем моря. Живляться дрібними ящірками і сцинками. Відкладають яйця.